# ザウバー・C8
ザウバー・C8は1985年のル・マン24時間レース用にスイスのコンストラクターであるザウバーが製作したグループCカーである。

## 概要
ザウバーは前年のC7までBMW・M1用直列6気筒3,453ccのM88型エンジンを搭載していた。高信頼性からグループC2で人気があったからであるが、これではグループC1の車輛と戦うには出力不足であり、大出力エンジンを探していた。
一方1955年のル・マン24時間レースでの大事故以来、モータースポーツの世界から離れていたメルセデス・ベンツは本格的にレース活動を再開するためのきっかけを探していた。ここにザウバーとメルセデス・ベンツの利害が一致し、ザウバーC7のシャシにメルセデス製5リットルV型8気筒ツインターボエンジンを積んでザウバーC8が誕生した。
当時レース関係者には無意識にポルシェ・956に代表される3リットル級で高い過給圧のターボ車か、ジャガーに代表される大排気量ノンターボエンジンか、という思考回路があった。出力の点からは大排気量ターボ車が有利であるのは明らかであるが、グループCが要求する燃費を満たせなくなるので絵に書いた餅と見られていた。メルセデス・ベンツは大排気量エンジンに低い過給圧でターボチューンをするというそれまでの常識を覆す選択をした。新規に専用エンジンを作成するのではなく市販車のメルセデス・ベンツ・500SEなどに搭載されていたM117型をベースにし、チューニングはスイス・マーダーに依頼している。これにより中低速域では効率が高く、メカニカルストレスも小さく、フラットで扱いやすい出力特性を得られ、市販エンジンベースなので信頼性も高く、費用も安価に済み、しかも燃費も良好と良いことずくめであった。
デビュー戦となった1985年のル・マン24時間レースでは予選中にユノディエールでマシンが飛び上がり空中で一回転するアクシデントが発生、決勝の出走は断念した。この年はWEC-JAPANのエントリーリストにも名を連ねたが、結局実戦デビューは見送られた。
1986年イヴ・サンローランがスポンサーに付き、香水名のクーロス（Kouros ）を冠して世界スポーツプロトタイプカー選手権（WSPC）にシリーズ参戦を開始した。事実上のデビュー戦である開幕戦モンツァではジョン・ニールセン/アンリ・ペスカロロがドライブし9位で完走した。2カーエントリーで挑んだ第3戦ル・マン24時間レースでは2車ともリタイヤに終わった。雨中のレースとなった第7戦ニュルブルクリンクでは優勝を遂げた。
ザウバーはC8で得られたデータを元に1987年ニューマシンC9を投入、メルセデスの技術支援も徐々に本格化して行くことになる。

## ル・マン24時間成績
| 年   | クラス | No. | チーム                     | ドライバー                                                           | 周回数 | 総合順位 | クラス順位 |
| ---- | ------ | --- | -------------------------- | -------------------------------------------------------------------- | ------ | -------- | ---------- |
| 1985 | C1     | 61  | ザウバー・レーシング       | ジョン・ニールセン ディーター・クエスター マックス・ウェルチ         | —      | DNS      | DNS        |
| 1986 | C1     | 61  | クーロス・レーシングチーム | ジョン・ニールセン マイク・サックウェル                              | 61     | DNF      | DNF        |
| 1986 | C1     | 62  | クーロス・レーシングチーム | アンリ・ペスカロロ クリスチャン・ダナー ディーター・クエスター       | 86     | DNF      | DNF        |
| 1987 | C1     | 42  | ノエル・デル・ベロ†        | ピエール＝アラン・ロンバルディ ジル・ランペルール ジャック・ギヨー   | 4      | DNF      | DNF        |
| 1988 | C1     | 42  | ノエル・デル・ベロ†        | ベルナール・サンタル ノエル・デル・ベロ ベルナール・ド・ドライヴァー | 157    | DNF      | DNF        |

† プライベートチームによる出走